# Canard huppé (race domestique)
Pour l’article homonyme, voir Canard huppé.

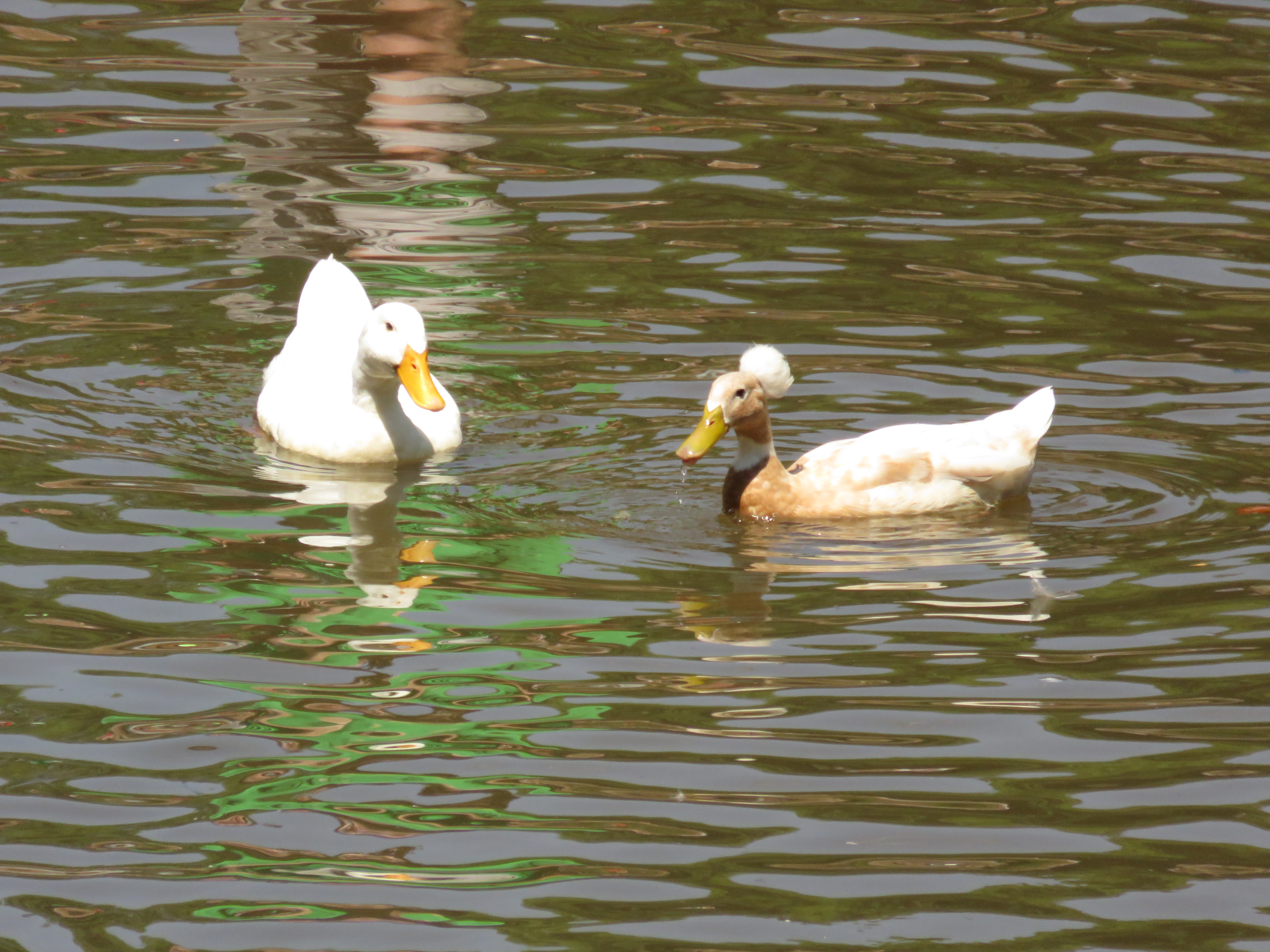
Un canard non huppé (à gauche) à côté d'un canard pompon (à droite) à Greenville, Caroline du Sud

Le Canard huppé ou canard pompon est une race de canard domestique. Il a probablement été introduit en Europe depuis les Indes orientales par les navires hollandais. Sa particularité est due à son caractère hétérozygote : une mutation génétique cause une déformation du crâne.

## Histoire
Le canard pompon est probablement originaire des Indes orientales, en passant par la Hollande. On peut voir des canards huppés au dix-septième siècle dans des tableaux tels que ceux de Melchior d'Hondecoeter et Jan Steen. Des peintures vieilles de plus de 2000 ans ont représenté un oiseau ressemblant à un canard avec un assortiment de plumes sur le dessus de son crâne. Aux États-unis, la race a été décrite par D. J. Browne en 1853,. Le canard blanc huppé a été ajouté à l'American Standard of Perfection en 1874; la variété noire a été ajoutée en 1977. Le canard huppé domestique a été reconnu au Royaume-Uni en 1910. Au Royaume-Uni, comme dans plusieurs autres pays européens, toute couleur est admise.
La crête est large et bien centrée sur le haut du crâne. Les canards huppés ont des cous longs, légèrement arqués, un corps de longueur moyenne, et une poitrine large.
Une version naine de la race, le Canard huppé miniature, a été élevée par John Hall et Roy Sutcliffe au Royaume-Uni à la fin du vingtième siècle; il a été reconnu en 1997. Le gêne pompon est très répandu en Europe, avec pour résultat des versions huppées de la plupart des races. Bien que les canes puissent être de bonnes pondeuses et avoir de bonnes qualités gustatives, les animaux sont principalement recherchés pour être des animaux de compagnie et d'ornement. Ils ne sont pas une race fréquente en concours à cause des problèmes liés au pompon.

## L'élevage
Lorsque deux canards hétérozygotes pour l'allèle du pompon se reproduisent, leur progéniture est habituellement dans un ratio de 1:2:1:
- 25% sont homozygotes pour l'allèle normal de ce gène et n'ont donc pas de huppe ; et s'ils se reproduisent ensemble leurs descendants n'auront jamais de huppe.
- 50% sont hétérozygotes pour l'allèle de la huppe et naissent avec des pompons de différentes tailles.
- 25% sont homozygotes pour l'allèle de la huppe et meurent avant l'éclosion d'avoir le cerveau exposé, car ce gène est fatal dans sa forme homozygote.

La progéniture d'un canard avec huppe et un canard sans huppe est habituellement de 50% avec une huppe et 50% sans.